# Villa Estense
Villa Estense é uma comuna italiana da região do Vêneto, província de Pádua, com cerca de 2.423 habitantes. Estende-se por uma área de 16 km², tendo uma densidade populacional de 151 hab/km². Faz fronteira com Este, Granze, Sant'Elena, Sant'Urbano, Vescovana, Vighizzolo d'Este.

## Demografia
| Variação demográfica do município entre 1861 e 2011                               |
|                                                                                   |
| Fonte: Istituto Nazionale di Statistica (ISTAT) - Elaboração gráfica da Wikipedia |